# نادي الوداد السرغيني
نادي الوداد السرغيني، نادي كرة قدم مغربي يلعب في الدوري المغربي لكرة القدم القسم الثالث.